# Basilique Saint-Fridien de Lucques
La basilique Saint-Fridien (en italien : Basilica di San Frediano) est une des plus anciennes églises de Lucques, en Toscane, située sur la place homonyme, elle est de style roman.

## Historique
Sur un édifice religieux datant du  VIe siècle consacré aux saints lévites Vincenzo, Stefano et Lorenzo, fut construite au VIIIe siècle une première église dédiée à saint Fridien, évêque de Lucques entre 560 et 588, comme le confirment des fouilles effectuées sous l'église actuelle ayant révélé une crypte contenant le corps du saint.
Cette église actuelle date de 1112 et elle fut consacrée en  1147.
Entre les XVIe et XVIIe siècles les autels et leurs décorations furent rénovés.
Entre les XVIIIe et XIXe siècles, ce sont les mobiliers de la chapelle Buonvisi, celle de Stefano Tofanelli, qui furent  totalement rénovés.

## Architecture
Elle comprend trois nefs avec une abside. Le projet initial ne prévoyait pas de transept ni de crypte, mais en second lieu, la réforme grégorienne rectifia le projet avec une façade orientée à l'est.
L'église était moins élevée qu'aujourd'hui et les ornementations de mosaïques du gable datent du XIIIe siècle.
Cette mosaïque représente l'Ascension de Christ dans une mandorle soutenue par des anges, la présence des Apôtres, à l'origine posés aux côtés de la Vierge dont  l'image  a été détruite pour l'ouverture centrale.
La partie supérieure montre une maîtrise et une connaissance approfondie du style de la peinture byzantine, ajoutée au style roman, pendant que la zone inférieure semble due à un artiste local de l'atelier des peintres Berlinghieri.

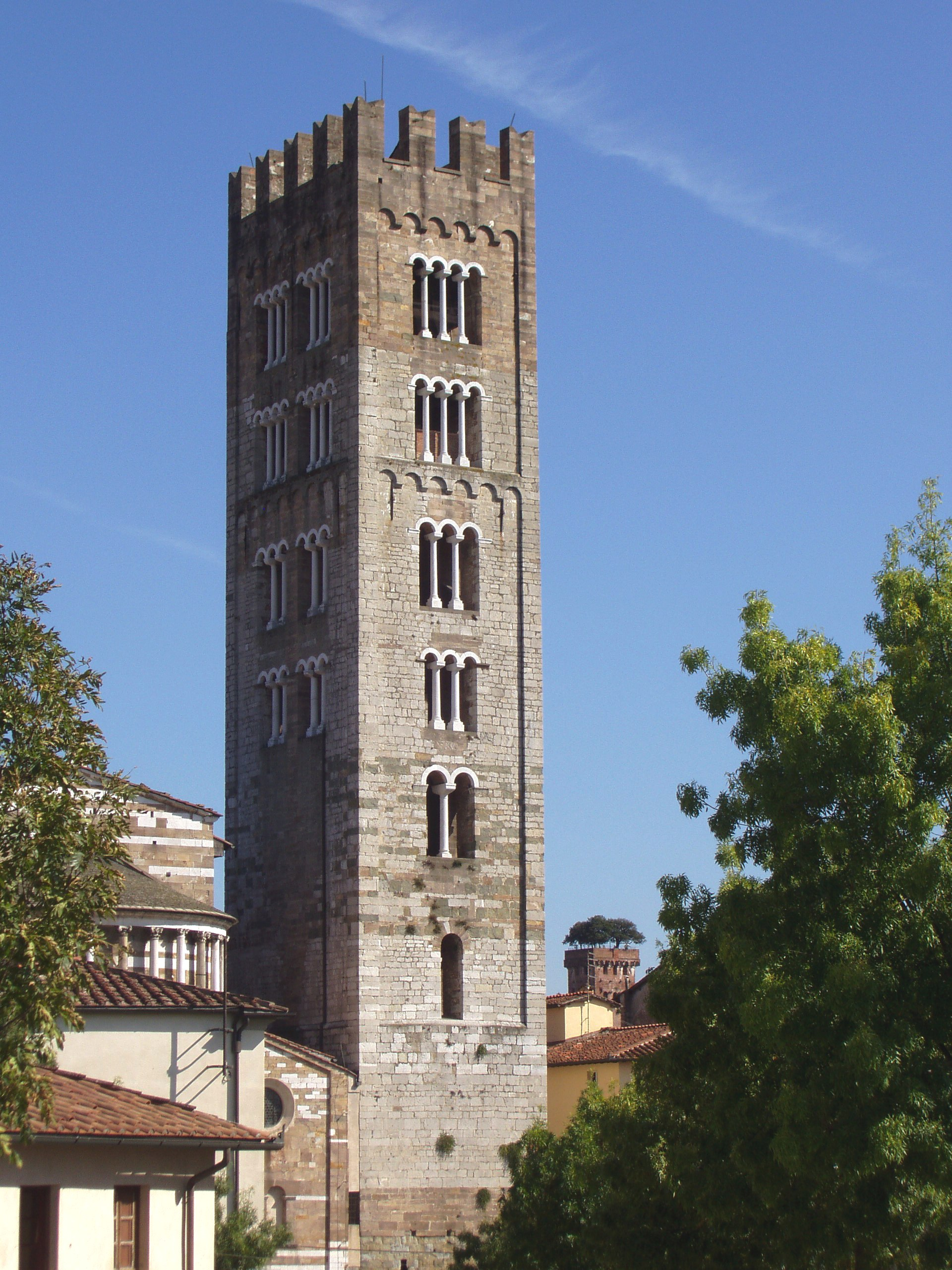
Le campanile vu depuis les jardins du palais Pfanner
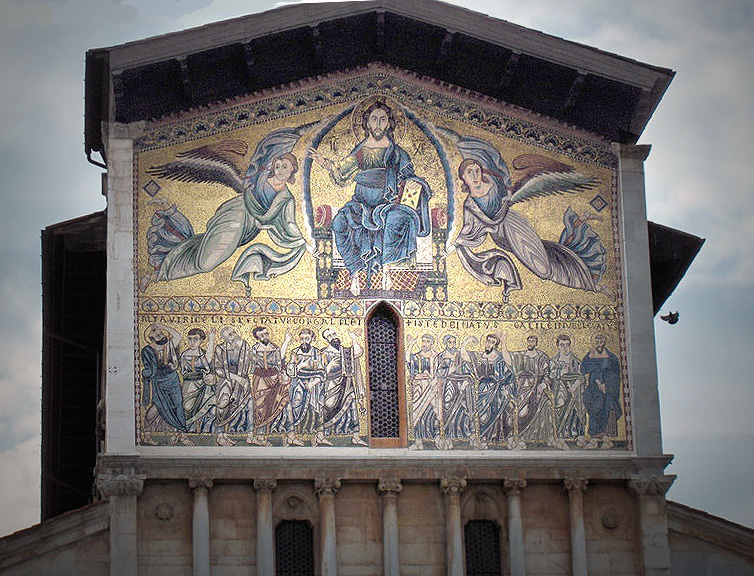
La mosaïque monumentale de la façade
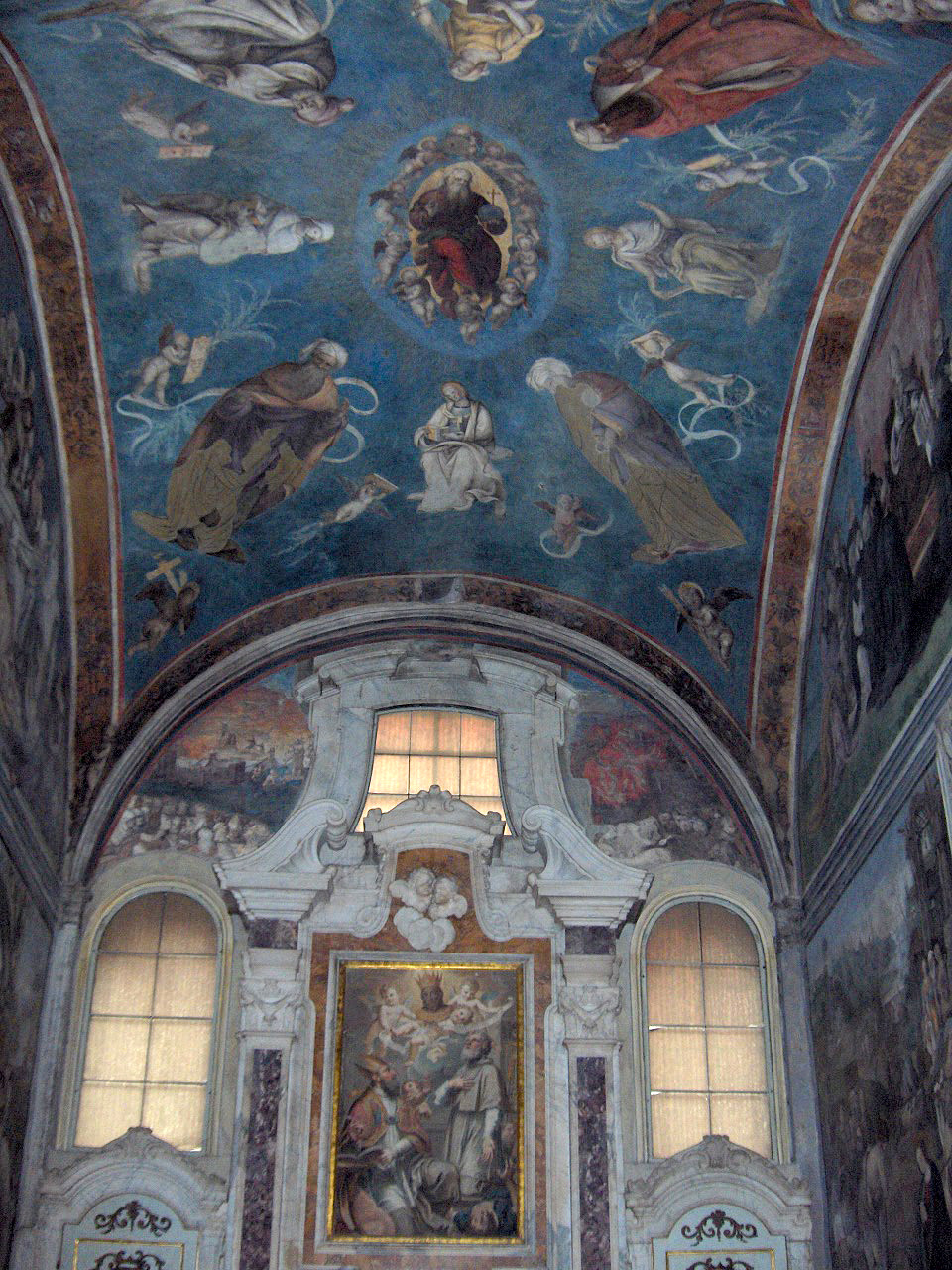
Plafond de la chapelle de la Croix par Amico Aspertini

### Intérieur
De facture encore médiévale, avec ses colonnes à chapiteaux, ses fonts baptismaux, elle se complète d'œuvres des siècles suivants :
- Madonna col Bambino e i Santi Lorenzo, Girolamo e Frediano (1422), polyptyque de Jacopo della Quercia, chapelle de la  famille Trenta.
- Épisodes de la Vie de saint Augustin, des thèmes  évangéliques, des sujets de la vie ecclésiastique locale  d'Amico Aspertini  dans la chapelle de la Croix :
  - Divisione del fiume Serchio da parte di San Frediano,
  - la Natività,
  - Il Trasferimento del Volto Santo a Lucca,
  - La Deposizione dalla Croce,
  -  Sacra conversazione.
- Trois statues des saints évêques Frediano, Agostino et Giovanni, de Matteo Civitali (en) et  la Madonna dell’Annunciazione, retable en bois de son neveu Masseo.
- il Miracolo di San Cassiano d'Aurelio Lomi et Il Martirio di Santa Fausta de Pietro Sorri (datant des rénovations aux XVIe et XVIIe siècles).
- Visitation, en terracotta invetriata de Mattia Della Robbia (après les suppressions napoléoniennes)
- Autel sculpté de Giovanni Baratta (en)  (après les suppressions napoléoniennes)
- Transito di Santa Anna, Bernardino Nocchi
- Santa Anna che adora il Bambino, Stefano Tofanelli
- Natività di Maria, Francesco Antonio Cecchi

#### Chapelle de sainte Zita
La cappella di Santa Zita, est une des chapelles annexées à l'église, réalisée sur l'ancien cimetière où la sainte avait été enterrée en 1278. Elle fut entièrement rénovée au XVIIe siècle et Paolo Guidotti peignit un tableau de la sainte avec les pauvres et, le siècle suivant, Francesco del Tintore compléta les décorations avec cinq tableaux des miracles de sainte Zita. Elle contient le reliquaire de la sainte avec son corps entier momifié naturellement.
En  1509 la cappella della Madonna del Soccorso fut consacrée et la confraternité Eufrosina commissionna  Giuliano da Pisa pour une fresque de la Madonna del Soccorso.

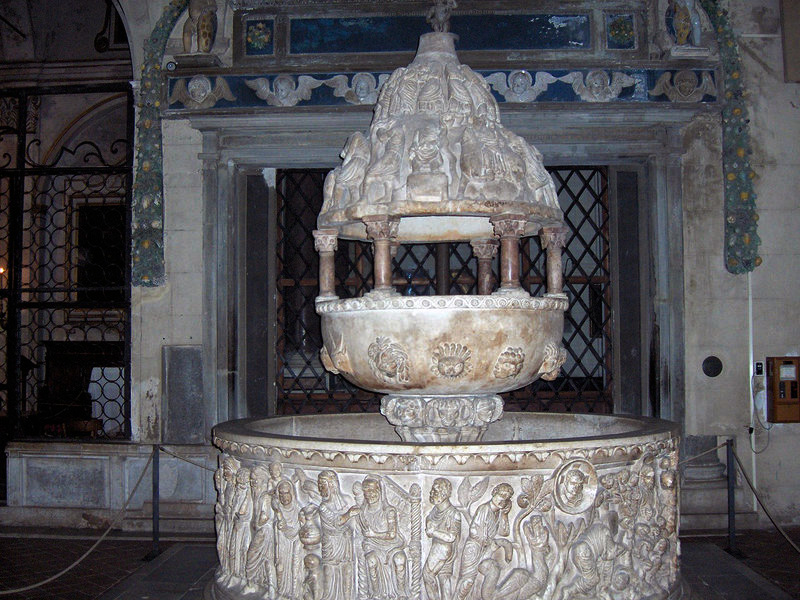
Les fonts baptismaux
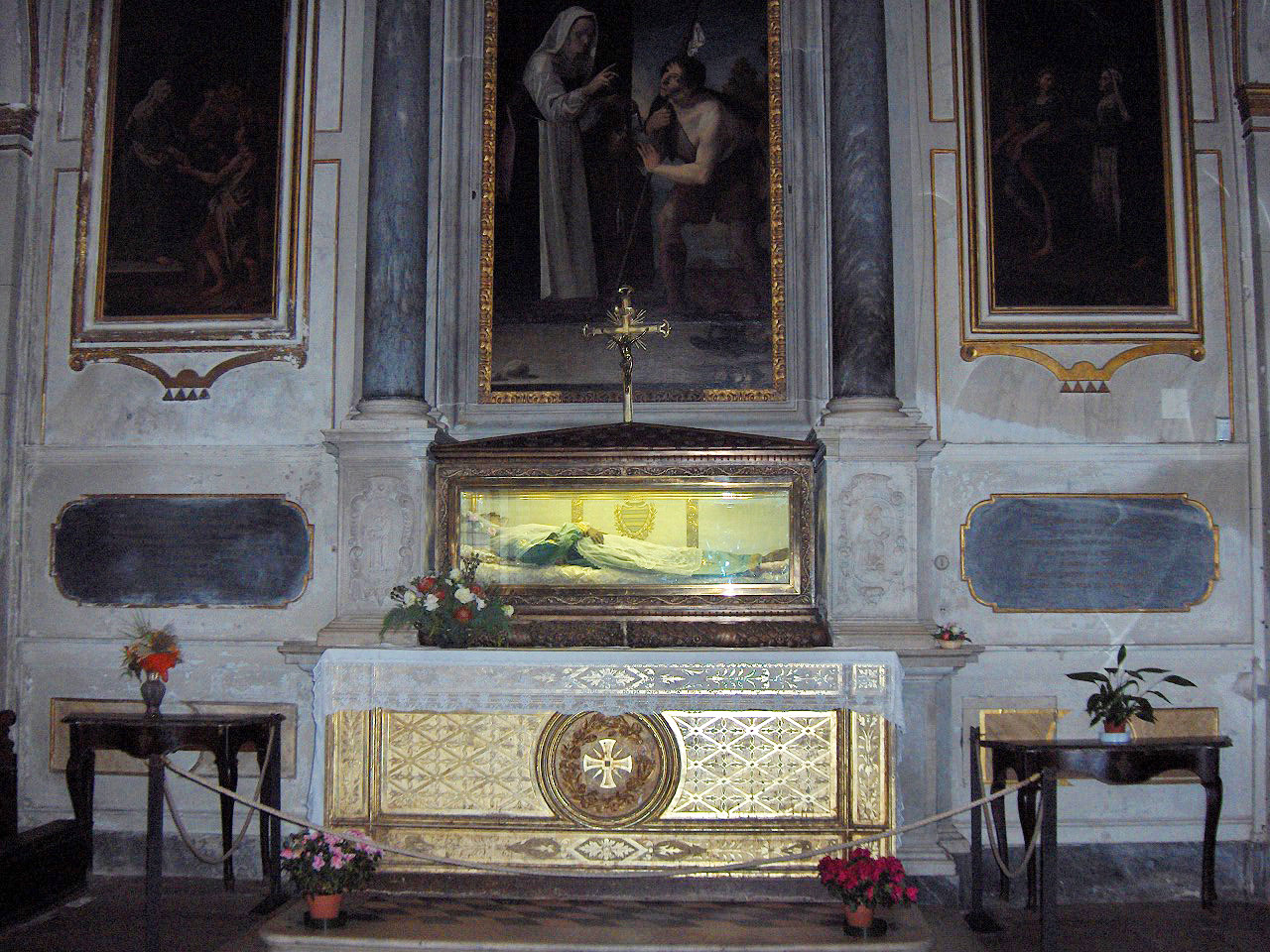
La chapelle consacrée à sainte Zita avec son reliquaire
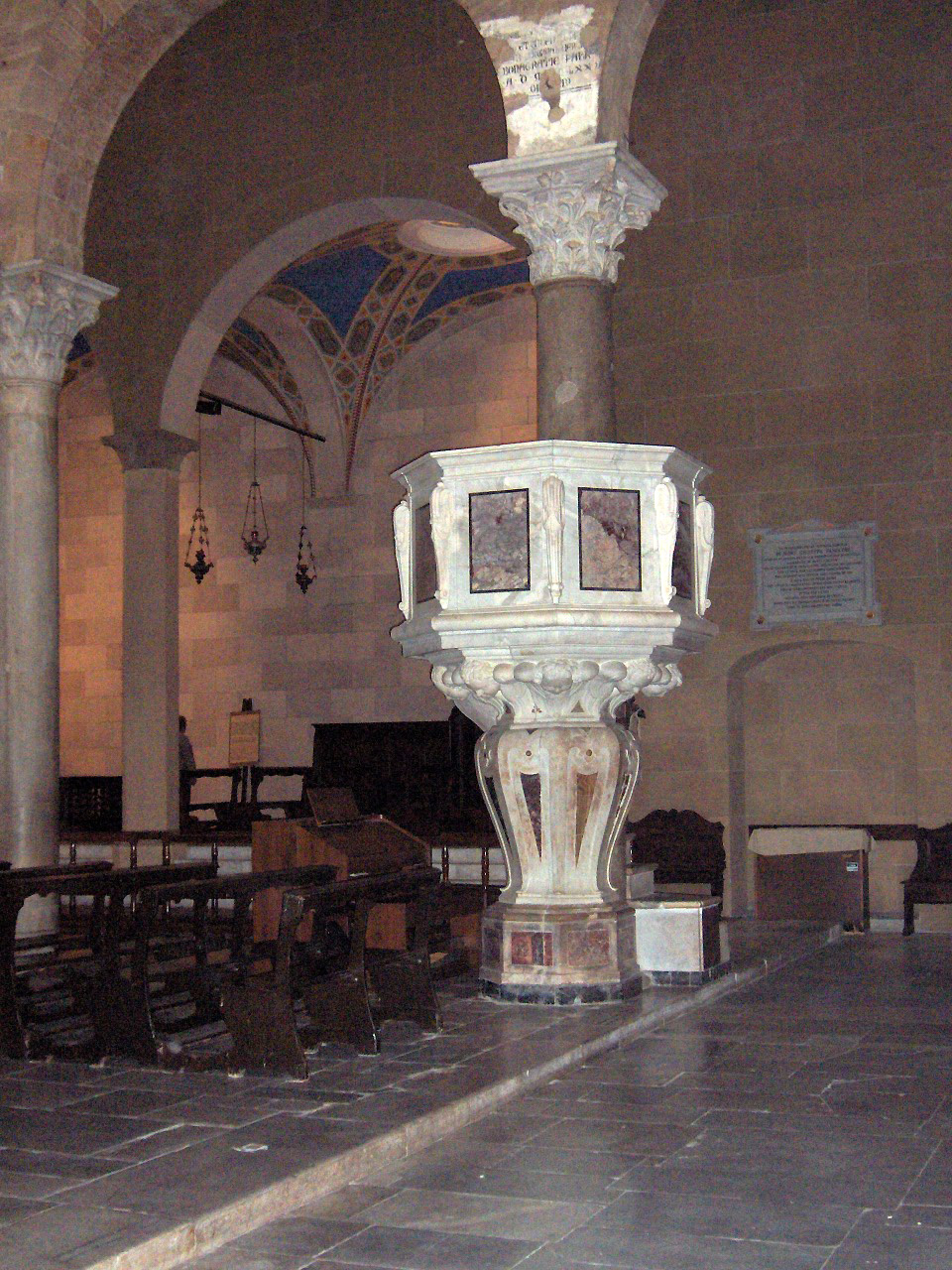
La chaire (pulpito)
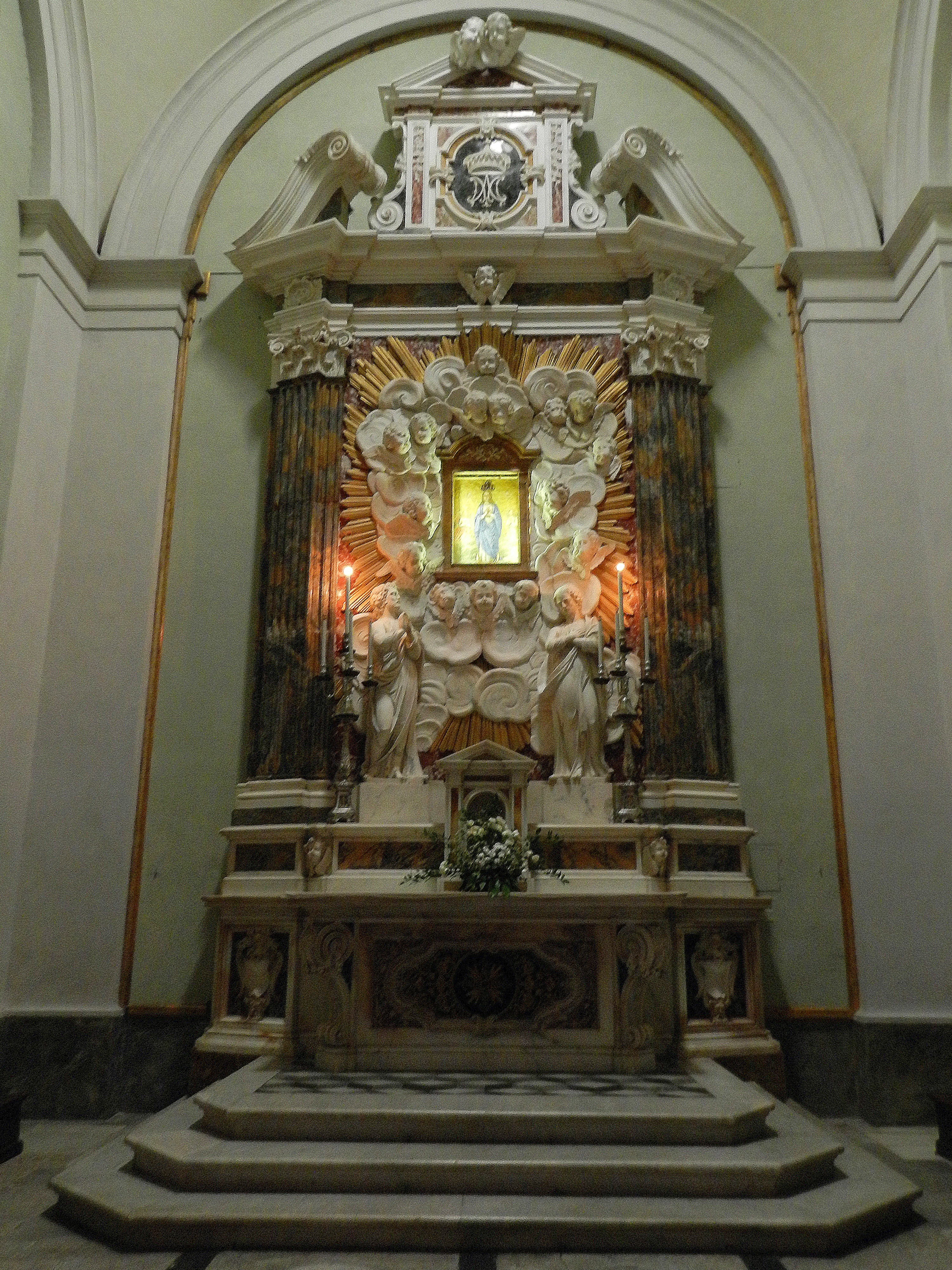
Autel
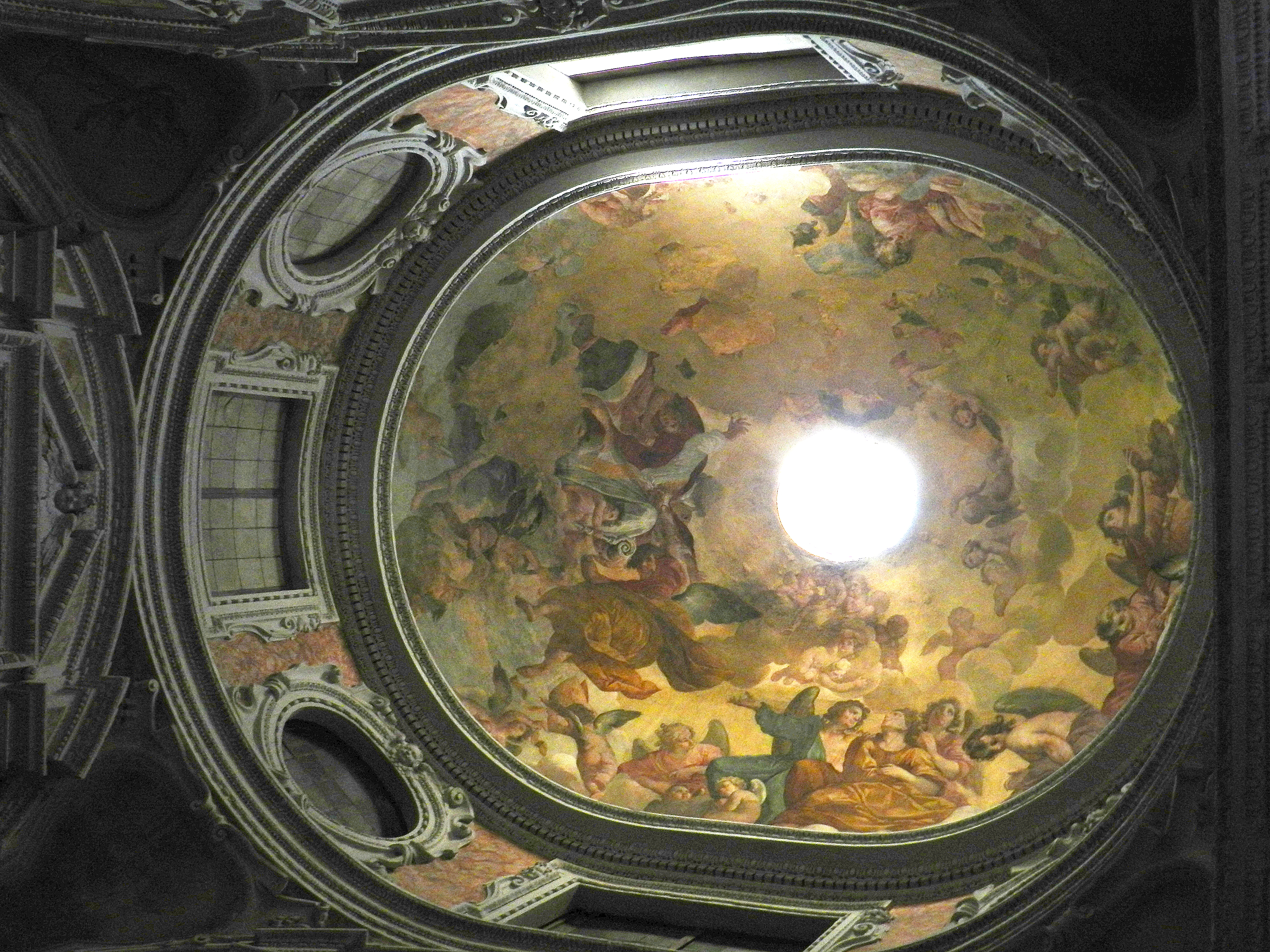
Voûte

Œuvres :

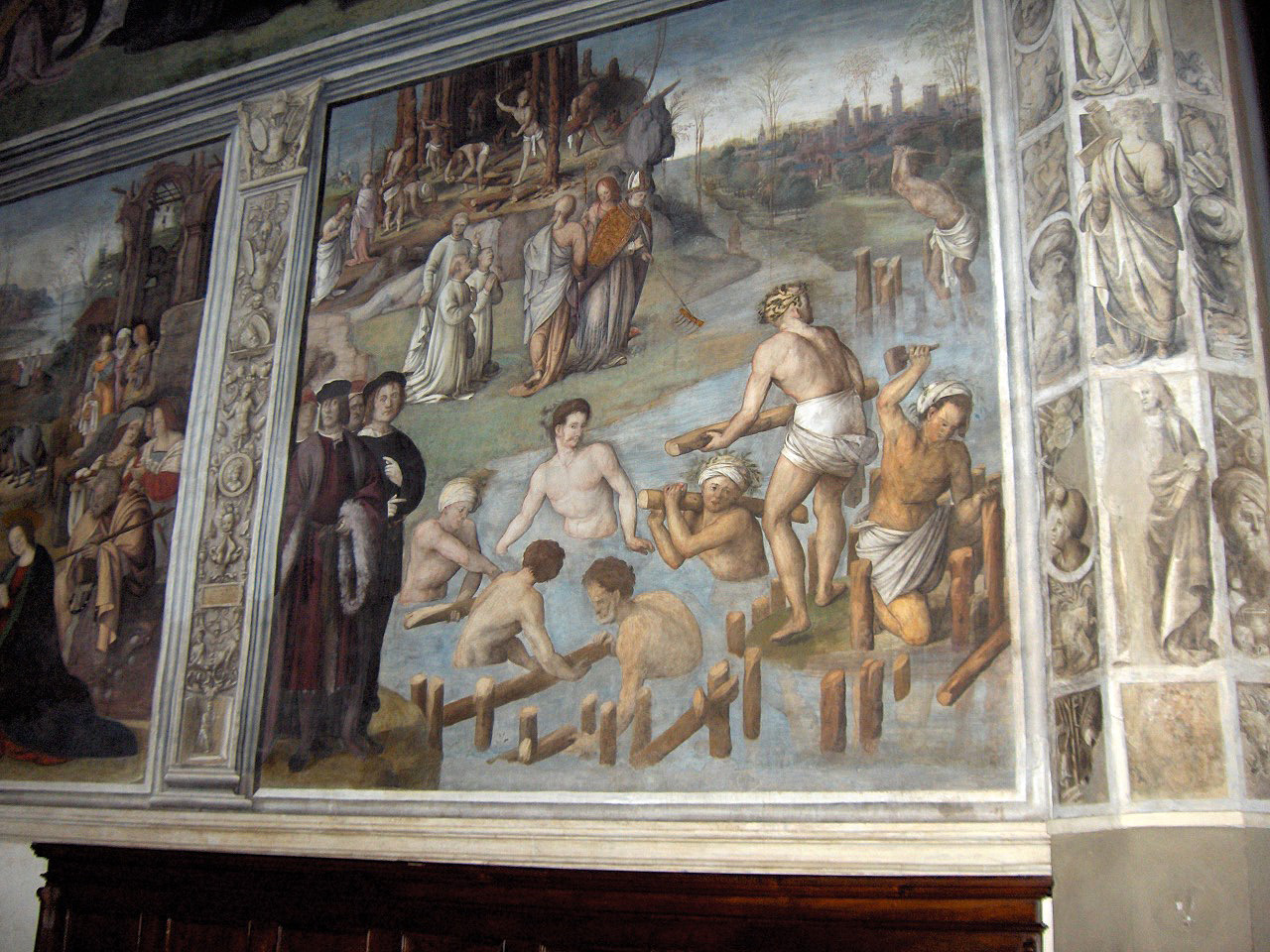
Divisione del fiume Serchio da parte di San Frediano
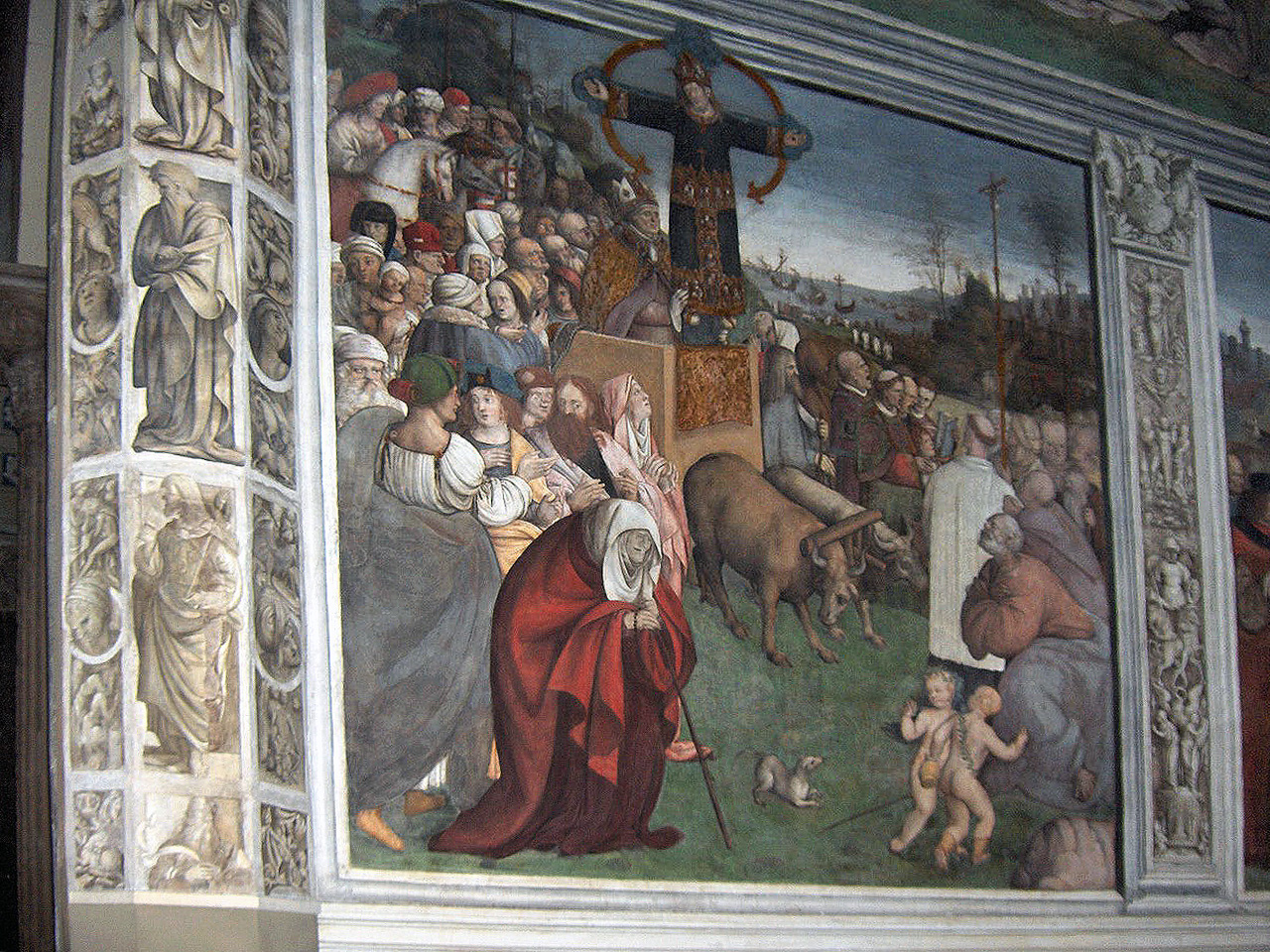
Transportation of the Volto santo
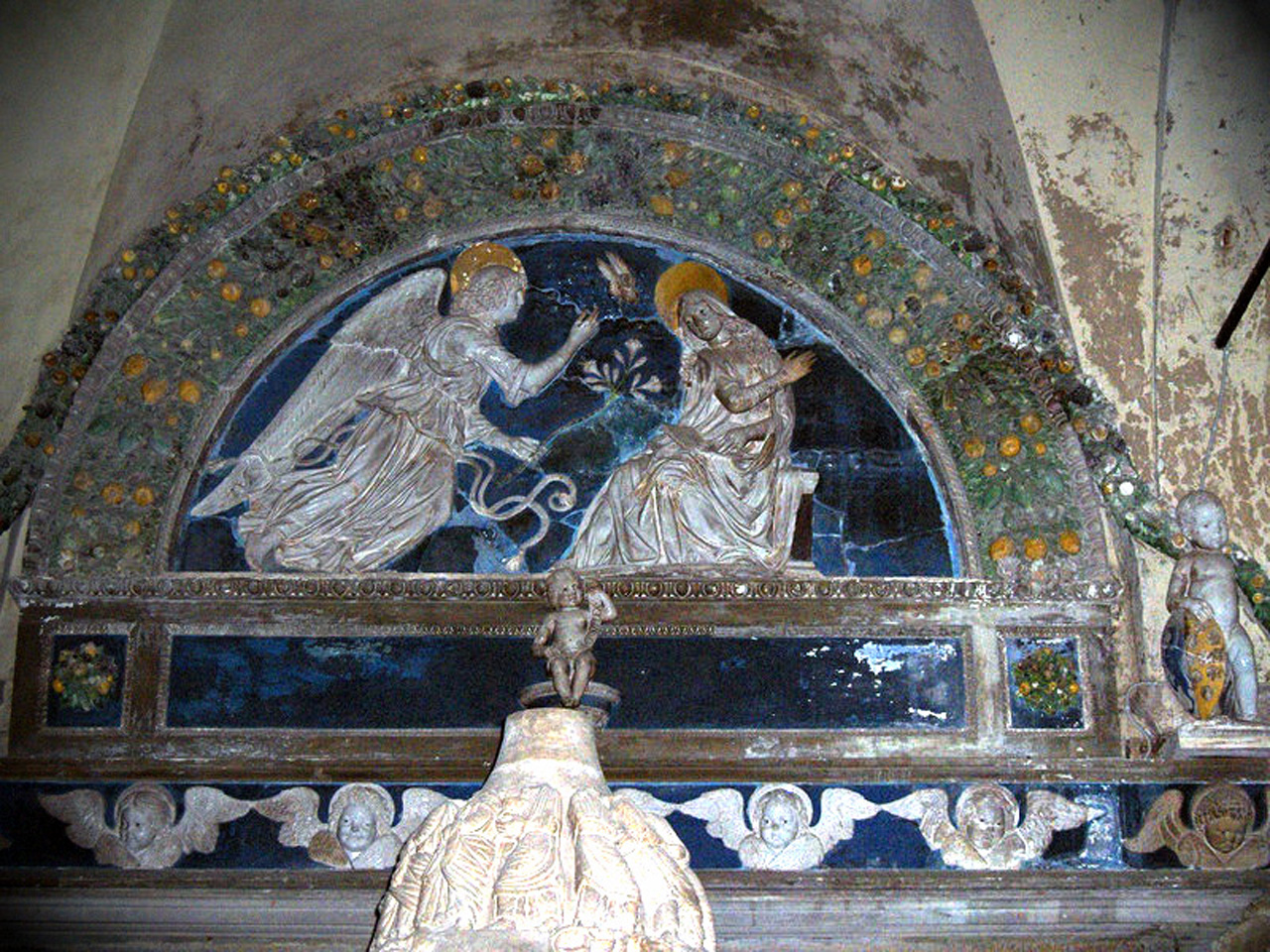
Terracotta invetriata de Mattia della Robbia
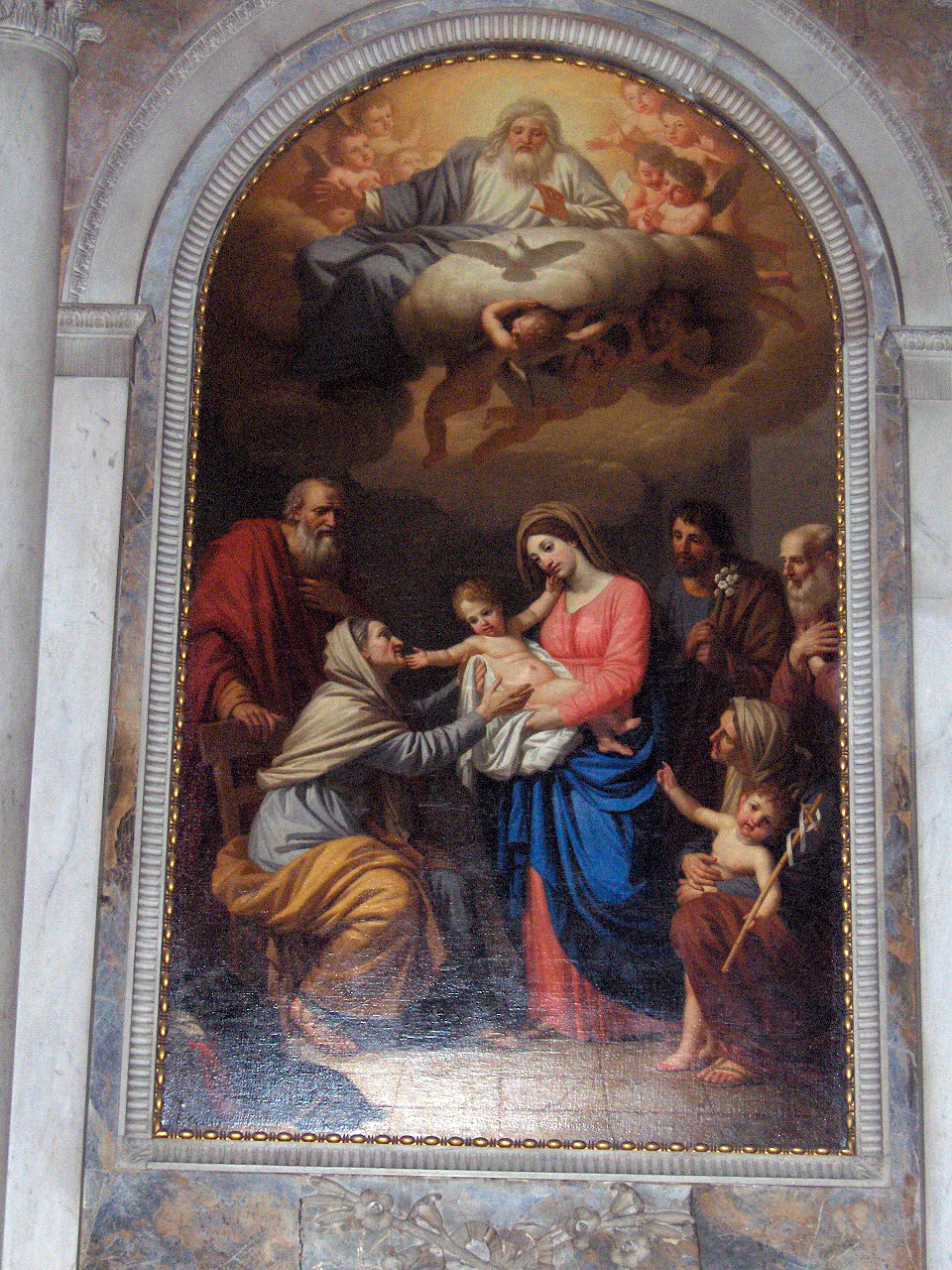
Santa Anna che adora il Bambino
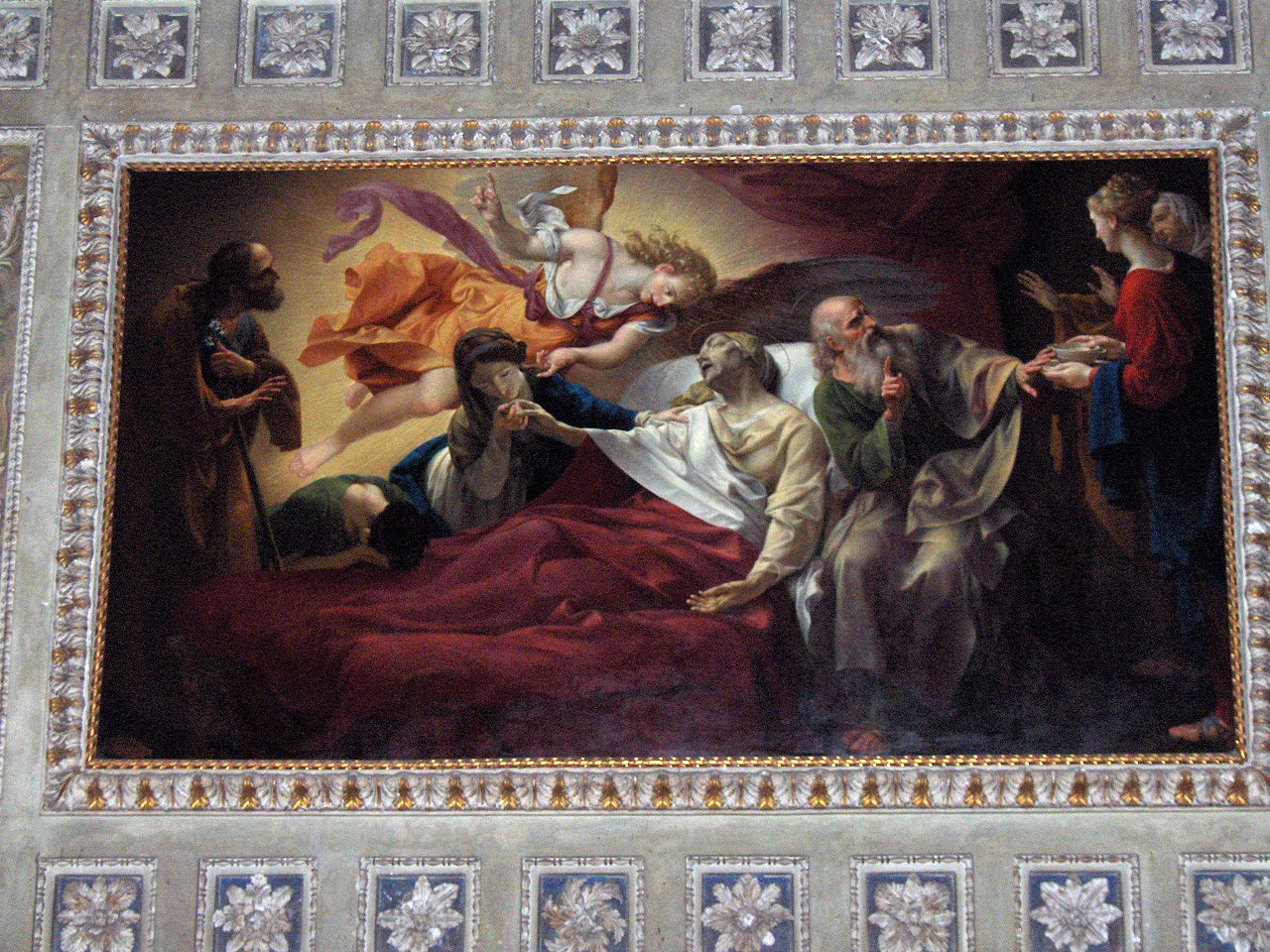
Transito di Santa Anna
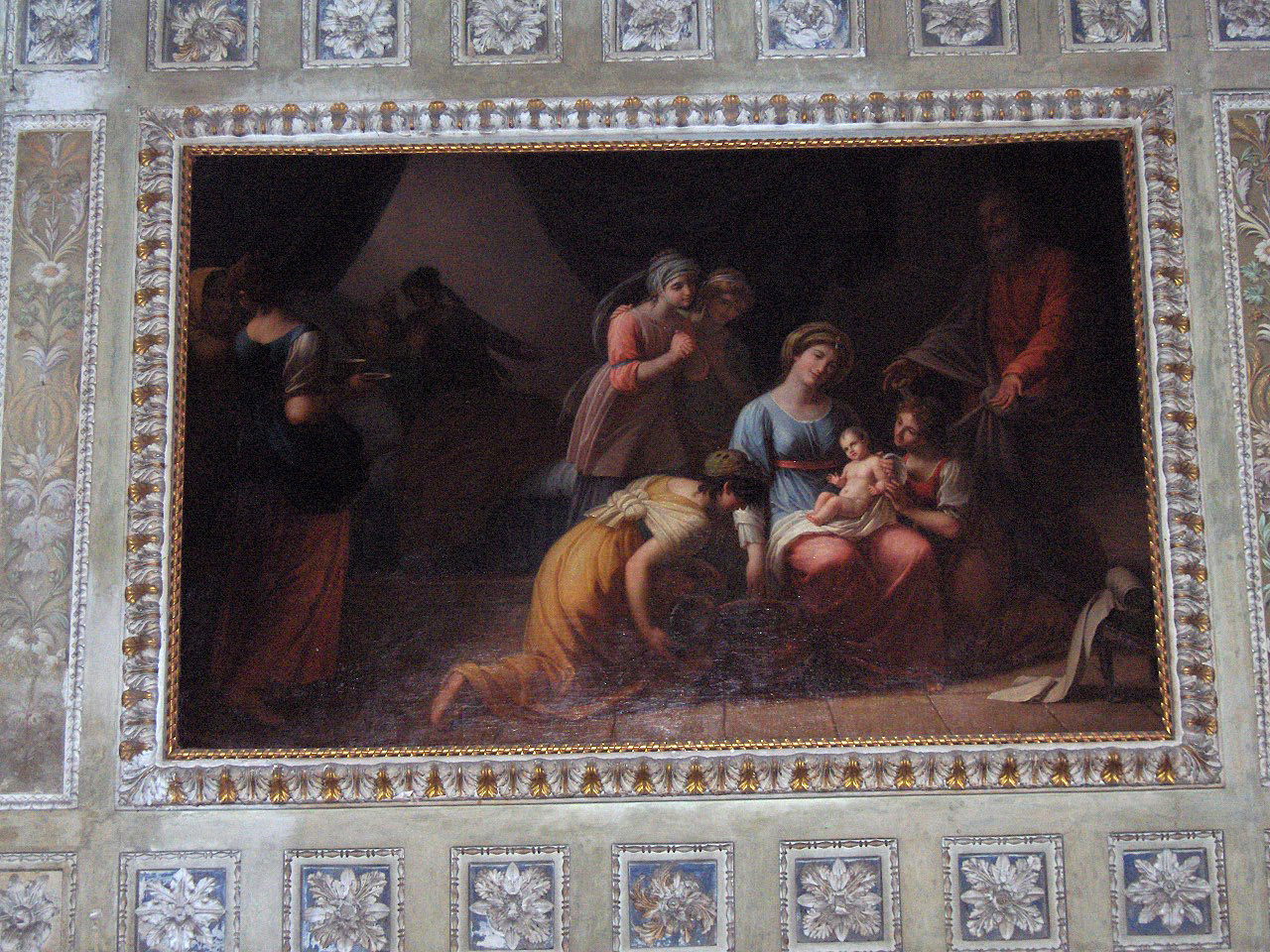
Natività di Maria

## Source
- (it) Cet article est partiellement ou en totalité issu de l’article de Wikipédia en italien intitulé « Basilica di San Frediano » (voir la liste des auteurs).